# Rodriguezia limae
Rodriguezia limae là một loài thực vật có hoa trong họ Lan. Loài này được Brade miêu tả khoa học đầu tiên năm 1932.